# میگل آرائوخو
میگل جیانپییر آرائوخو بلانکو (اسپانیایی: Miguel Gianpierre Araujo Blanco‎؛ زادهٔ ۲۴ اکتبر ۱۹۹۴) بازیکن فوتبال اهل پرو است.
از باشگاه‌هایی که در آن بازی کرده‌است می‌توان به ستاره سرخ بلگراد، و الیانزا لیما اشاره کرد.
وی همچنین در تیم ملی فوتبال پرو بازی کرده‌است.